# Station Dobrzeń Wielki
Station Dobrzeń Wielki is een spoorwegstation in de Poolse plaats Dobrzeń Wielki.